# Valdecarros
Valdecarros è un comune spagnolo di 432 abitanti situato nella comunità autonoma di Castiglia e León.